# Magnesiumchromat
Magnesiumchromat ist ein Salz aus Magnesium und der Chromsäure. Es sind das Pentahydrat, Heptahydrat und das Undecahydrat bekannt.

## Gewinnung und Darstellung
Das Magnesiumchromat-Heptahydrat kann aus einer Lösung aus Mg(OH)2 und Chromsäure hergestellt werden.
Das Heptahydrat kann bei 335 °C zum Anhydrat zersetzt werden.
Das Anhydrat kann durch Reaktion von Chrom(III)-oxid mit Magnesiumoxid und Sauerstoff bei hohem Druck gewonnen werden.

## Eigenschaften
Die Zersetzung von Magnesiumchromat-Heptahydrat läuft in vier Stufen ab.
1. Stufe im Bereich 33–58 °C
{\displaystyle {\ce {Mg[CrO4]*7H2O -> Mg[CrO4]*5H2O +2H2O}}}
2. Stufe im Bereich 127–150 °C
{\displaystyle {\ce {Mg[CrO4]*5H2O -> Mg[CrO4]*1,5H2O +3,5H2O}}}
3. Stufe im Bereich 196–215 °C
{\displaystyle {\ce {Mg[CrO4]*1,5H2O -> Mg[CrO4]*H2O + 0,5H2O}}}
4. Stufe bei 335 °C
{\displaystyle {\ce {Mg[CrO4]*H2O -> Mg[CrO4] + H2O}}}
Das wasserfreie Magnesiumchromat zersetzt sich bei über 600 °C. Magnesiumchromat kommt in zwei Modifikationen vor der α- und der β-Modifikation. Die α-Modifikation kristallisiert orthorhombisch in der Cr[VO4]-Struktur (Gitterparameter: a = 549,7, b = 836,8, c = 614,7 pm) und die β-Modifikation in der Co[MoO4]-Struktur (Gitterparameter: a = 995, b = 916, c = 675,9 pm und β = 103,68°). Ein gelbes Magnesiumchromat-Undecahydrat (Mg[CrO4]∙11H2O) ist ebenfalls bekannt und kristallisiert isotyp zu Meridianiit (Mg[SO4]∙11H2O), triklin in der Raumgruppe P1 (Raumgruppen-Nr. 2) mit den Gitterkonstanten a = 677,21(18), b = 691,7(2), c = 1741,0(5) pm, α = 88,21(2)°, β = 89,43(2)° und γ = 62,768(18)° mit zwei Formeleinheiten pro Elementarzelle.

## Verwendung
Magnesiumchromat entsteht beim Chromatieren von Magnesiumlegierungen und dient dort als Korrosionsschutz.

## Sicherheit
Magnesiumchromat ist als krebserzeugend eingestuft.